# Нуцалханов, Салим Сельбиевич
Сали́м (Салимха́н) Сельби́евич Нуцалха́нов (род. 28 июня 1943, Хасавюрт, Дагестанская АССР) — советский борец вольного стиля, Заслуженный тренер СССР (30.12.1989), главный тренер сборной команды Чеченской Республики.

## Биография
В молодости занимался борьбой, но больших успехов не достиг. Служил в армии. Окончил Грозненское культпросветучилище. Возобновил тренировки, но без особых успехов. Постепенно перешёл на тренерскую работу и стал признанным специалистом в этой области. Готовил Бувайсара Сайтиева к Олимпиаде 2008 года в Пекине.

## Известные воспитанники
- Атавов, Ахмед Султаналиевич — чемпион и призёр чемпионатов России и СССР по вольной борьбе, чемпион мира, чемпион мира в абсолютной весовой категории, обладатель Кубка мира;
- Батиров, Адам Алавдинович — чемпион России, чемпион и призёр чемпионатов Европы, чемпион Азии 2016 года;
- Джукаев, Расул Магомедович — чемпион России, призёр чемпионатов России, Европы и мира.
- Сайтиев, Бувайсар Хамидович — 3-кратный чемпион олимпийских игр, 6-кратный чемпион мира, 6-кратный чемпион Европы, 4-кратный чемпион России, 6-кратный победитель турнира имени Ивана Ярыгина, победитель Игр доброй воли.
- Муса́ Саидахма́тович Хамана́ев — боец смешанных единоборств, чемпион России по бразильскому джиу-джитсу (2009 год), мастер спорта России по вольной борьбе, чемпион M-1 Challenge в лёгком весе, боец лиги ACA.